# Quiscalus lugubris
Quiscalus lugubris е вид птица от семейство Трупиалови.

## Разпространение
Видът е разпространен в Антигуа и Барбуда, Аруба, Барбадос, Бразилия, Венецуела, Гренада, Гваделупа, Гвиана, Доминика, Колумбия, Мартиника, Монсерат, Сейнт Китс и Невис, Сейнт Лусия, Сейнт Винсент и Гренадини, Суринам, Тринидад и Тобаго и Френска Гвиана.